# 瓦朗斯 (塔恩-加龙省)
瓦朗斯（法語：Valence，法語發音：[valɑ̃s] ⓘ），亦称瓦朗斯达让（Valence-d'Agen，意为“阿让的瓦朗斯”），是法国奧克西塔尼大區塔恩-加龙省的一个市镇，属于卡斯泰尔萨拉桑区。

## 地理
瓦朗斯（44°6'37"N, 0°53'22"E）面积13.44 平方千米，位于法国奧克西塔尼大區塔恩-加龙省，该省份为法国西南部内陆省份，北起顺时针与洛特省、阿韦龙省、塔恩省、上加龙省、热尔省和洛特-加龙省接壤。
与瓦朗斯接壤的市镇（或旧市镇、城区）包括：克莱蒙苏比朗、埃斯帕莱、加斯克、戈尔费什、古杜维尔、马洛斯、梅尔勒、波姆维克。
瓦朗斯的时区为UTC+01:00、UTC+02:00（夏令时）。

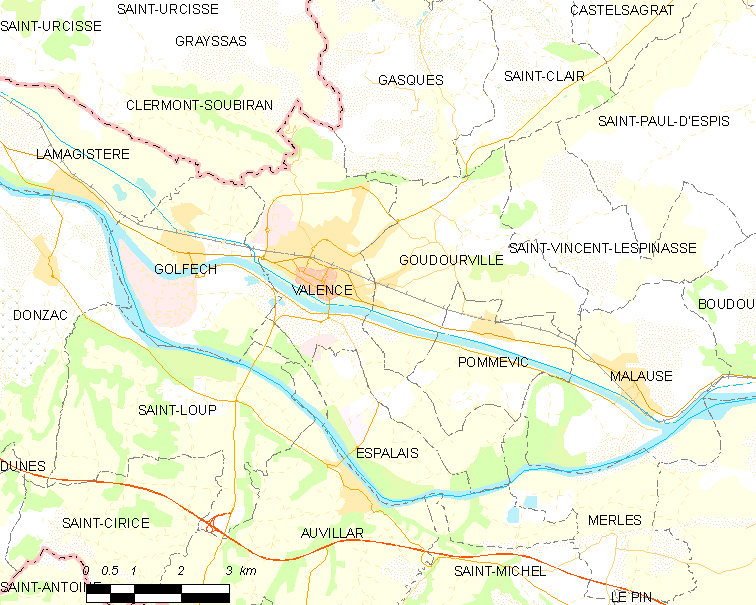
瓦朗斯的OSM定位图

## 行政
瓦朗斯的邮政编码为82400，INSEE市镇编码为82186。

## 政治
瓦朗斯所属的省级选区为瓦朗斯县。

## 人口

1962-2008年间瓦朗斯人口变化图示

瓦朗斯于2022年1月1日时的人口数量为5287人。